# 리포맨
《리포맨》(영어: Repo Men)은 2010년 미국과 캐나다의 SF 액션 스릴러 영화이다. 주드 로, 포리스트 휘터커, 리에브 슈라이버, 알리시 브라가, 카리서 판하우턴 등이 출연하고, 미겔 서포치닉이 감독하였다. 에릭 가르시아의 원작 소설 “리포제션 맘보”에 바탕하여 제작되었다.

## 출연진
- 주드 로
- 포리스트 휘터커
- 리에브 슈라이버
- 알리시 브라가
- 카리서 판하우턴
- 챈들러 캔터베리
- 리자
- 이벳 니콜 브라운
- 존 레귀자모
- 리자 러피라
- 조 핑구에이
- 티퍼니 에스펀슨
- 타니아 클라크

## 기타 제작진
- 배역: 민디 마린
- 미술: 데이비드 샌더퍼
- 미술 효과: 클라이브 토머슨
- 소품팀: 댄 야히
- 의상: 캐럴라인 해리스

## 같이 보기
- 엘리시움 (2013년 영화)